# Australië op de Paralympische Zomerspelen 2016
Australië nam voor de vijftiende keer deel aan de Paralympische Spelen. Er werden in totaal 81 medailles gewonnen. Er namen in totaal 170 Australiërs deel aan de Paralympische Spelen.

## Medaillewinnaars
| Paralympiër(s)                                | Sport           | Onderdeel                            | Medaille |
| --------------------------------------------- | --------------- | ------------------------------------ | -------- |
| Scott Reardon                                 | Atletiek        | 100m T42 (m)                         | Goud     |
| James Turner                                  | Atletiek        | 800m T36 (m)                         | Goud     |
| Brayden Davidson                              | Atletiek        | Verspringen T36 (m)                  | Goud     |
| Curtis McGrath                                | Kanovaren       | KL2 (m)                              | Goud     |
| Carol Cooke                                   | Wielrennen      | Wegrace T1-2 (v)                     | Goud     |
| Carol Cooke                                   | Wielrennen      | Tijdrit(weg) T1-2 (v)                | Goud     |
| David Nicholas                                | Wielrennen      | 3km individuele achtervolging C3 (m) | Goud     |
| Daniel Fitzgibbon Liesl Tesch                 | Zeilen          | 2-persoonsboot (SKUD18)              | Goud     |
| Russell Boaden Jonathan Harris Colin Harrison | Zeilen          | 3-persoonsboot (SONAR)               | Goud     |
| Timothy Disken                                | Zwemmen         | 100m vrije slag S9 (m)               | Goud     |
| Brenden Hall                                  | Zwemmen         | 400m vrije slag S9 (m)               | Goud     |
| Cameron Leslie                                | Zwemmen         | 150m wisselslag SM4 (m)              | Goud     |
| Ellie Cole                                    | Zwemmen         | 100m rugslag S9 (m)                  | Goud     |
| Tiffany Thomas Kane                           | Zwemmen         | 100m schoolslag SB6 (v)              | Goud     |
| Maddison Elliott                              | Zwemmen         | 100m vrije slag S8 (v)               | Goud     |
| Lakeisha Patterson                            | Zwemmen         | 400m vrije slag S8 (v)               | Goud     |
| Rachael Watson                                | Zwemmen         | 50m vrije slag S4 (v)                | Goud     |
| Maddison Elliott                              | Zwemmen         | 50m vrije slag S8 (v)                | Goud     |
| Katie Kelly                                   | Triathlon       | PT5 (v)                              | Goud     |
| Gemengd Team                                  | Rolstoel Rugby  | Gemengd                              | Goud     |
| Dylan Alcott                                  | Rolstoel Tennis | Gemengd (Quad's) enkelspel           | Goud     |
| Dylan Alcott Heath Davidson                   | Rolstoel Tennis | Gemengd (Quad's) dubbelspel          | Goud     |